# Execução de Nguyễn Văn Lém

Nguyễn Văn Lém prestes a ser executado

Nguyễn Văn Lém (1931 ou 1932 – Saigon, 1 de fevereiro de 1968), muitas vezes referido como Bảy Lốp, era membro do Viet Cong. Ele foi sumariamente executado em Saigon durante a Ofensiva Tet na Guerra do Vietnã, quando as forças vietcongues e norte-vietnamitas lançaram um ataque surpresa maciço. 
Ele foi levado ao brigadeiro-general Nguyễn Ngọc Loan, que o executou. O evento foi testemunhado e gravado por Võ Sửu, cinegrafista da NBC, e Eddie Adams, fotógrafo da Associated Press. A foto e o filme se tornaram duas imagens famosas do jornalismo americano contemporâneo.

## História
Nguyễn Văn Lém era um oficial ou capitão do Viet Cong e era conhecido pelo nome de código "Bảy Lốp". Sua esposa, Nguyen Thi Lop, explica que seu nome de código consistia em "Bảy" para o sétimo filho e "Lốp" em seu próprio nome.

## Execução
Lém foi capturado perto do Pagode Ấn Quang em 1 de fevereiro de 1968, durante a Ofensiva Tet. Ele foi levado ao Brigadeiro General Nguyen Ngoc Loan, chefe da República do Vietname Polícia Nacional em 252 Ngo Gia Tự Street, Distrito 10 (10° 45′ 50″ N, 106° 40′ 16″ L) perto do atual templo Chùa de Tran Quoc. Loan executou sumariamente Lém usando sua arma, um revólver .38 Special Smith & Wesson Bodyguard. Lem tinha 36 anos no momento de sua morte.
Testemunhando o evento, estavam o fotógrafo da Associated Press, Eddie Adams, e o operador de câmera da NBC News, Vo Suu.
Max Hastings, escrevendo em 2018, observou que Lém usava roupas civis e teria acabado de cortar a garganta do tenente-coronel sul-vietnamita Nguyen Tuan, sua esposa, seus seis filhos e a mãe de 80 anos de idade.
De acordo com o artigo 4 da Terceira Convenção de Genebra de 1949, as forças irregulares têm direito ao status de prisioneiros de guerra, desde que sejam comandadas por uma pessoa responsável por seus subordinados, possuam um sinal distinto fixo reconhecível à distância, portem armas abertamente e conduzam suas operações de acordo com as leis e costumes da guerra. Se eles não atenderem a todos eles, podem ser considerados francs-tireurs (no sentido original de "combatente ilegal") e punidos como criminosos em uma jurisdição militar.
No entanto, em 1978, um relatório da Biblioteca do Congresso dos Estados Unidos concluiu que a execução sumária de Nguyễn Văn Lém havia sido ilegal sob a lei vietnamita.

## Rescaldo
A fotografia e as imagens foram transmitidas em todo o mundo, galvanizando o movimento anti-guerra. A foto de Adams no evento ganhou o Prêmio Pulitzer de 1969 pela Spot News Photography.
A esposa de Lem, Lop, soube da morte do marido quando recebeu um jornal com a foto na primeira página.
Em 1975, Nguyễn Ngọc Loan fugiu do Vietnã do Sul durante a queda de Saigon, emigrando para os Estados Unidos. A pressão do Congresso dos EUA resultou em uma investigação da Biblioteca do Congresso. Em 1978, o Serviço de Imigração e Naturalização (INS) sustentou que Loan havia cometido um crime de guerra. Eles tentaram deportá-lo, mas o presidente dos Estados Unidos, Jimmy Carter, interveio pessoalmente para interromper o processo, afirmando que "esse revisionismo histórico era loucura". Loan morreu em 14 de julho de 1998 em Burke, Virgínia, aos 67 anos.